# Coelotes musashiensis
Coelotes musashiensis là một loài nhện trong họ Amaurobiidae.
Loài này thuộc chi Coelotes. Coelotes musashiensis được miêu tả năm 1989 bởi Nishikawa.